# Nationaal park Berbak
Nationaal park Berbak is een park in Indonesië. Het ligt nabij de stad Jambi in de provincie Jambi op het eiland Sumatra.